# Rhyacoglanis
Rhyacoglanis — південноамериканський рід дрібних прісноводних риб родини Pseudopimelodidae ряду сомоподібні.
Включає такі види:
- Rhyacoglanis annulatus  Shibatta & Vari, 2017 — Венесуела, Колумбія; 4,3 см стандартної (без хвостового плавця) довжини;
- Rhyacoglanis beninei  Crispim-Rodrigues, Silva, Shibatta, Kuranaka & Oliveira, 2023 — Бразилія;
- Rhyacoglanis epiblepsis  Shibatta & Vari, 2017 — Болівія; 5,4 см стандартної довжини;
- Rhyacoglanis paranensis  Shibatta & Vari, 2017 — Бразилія; 8,9 см стандартної довжини;
- Rhyacoglanis pulcher  (Boulenger, 1887) — Бразилія, Еквадор, Перу;
- Rhyacoglanis rapppydanielae  Shibatta, Rocha & Oliveira, 2021 — Бразилія;
- Rhyacoglanis seminiger  Shibatta & Vari, 2017 — Бразилія; 7,8 см стандартної довжини;
- Rhyacoglanis varii  Shibatta & Souza-Shibatta, 2023 — Бразилія;
- Rhyacoglanis variolosus  (Miranda Ribeiro, 1914) — Бразилія.